# Платон (Любарський)
Архієпископ Платон (світське ім'я Петро Іванович Любарський; *12 червня 1738 — †20 жовтня 1811) — український релігійний діяч у добу Гетьманщини. Місіонер у Країні Комі, у Татарстані та північних районах Марій Ел.
Єпископ Відомства православного сповідання Російської імперії, єпископ Тамбовський та Пензенський, архієпископ Астраханський та Кавказький, в Україні — архієпископ Катеринославський, Херсонський і Таврійський.
Ректор Казанської духовної семінарії у Татарстані.

## Біографія
Петро Любарський народився 12 червня 1738 р. на території Чернігівського полку в сім'ї священика.
Спочатку навчався в Ярославській духовної семінарії на Московщині. Але закінчував освіту на Батьківщині в колегіумі і в Києво-Могилянській академії. Після закінчення курсу знову поїхав на Московщину — у фіно-угорські краї В'ятської єпархії, де єпископом Відомства православного сповідання був його родич з України Варфоломій Любарський. У цій єпархії з 1762 р. отримав посаду проповідника.
З 1763 по 1772 рр. — префект і викладач різних предметів Вятської духовної семінарії.
18 листопада 1770 р. пострижений у чернецтво.
1771 р. зведений у сан ігумена Верхочепецького Хрестовоздвиженського монастиря, який 1769 р. з'єднаний із Слобідським Богоявленським монастирем.
5 серпня 1772 р. призначений ректором Казанської духовної семінарії, вчителем і настоятелем Спасо-Преображенського Казанського монастиря.
У 1773 році зведений у сан архімандрита.
1779 р. відкликаний із Комі для священнослужіння в Санкт-Петербург.
З 30 жовтня 1785 р. — настоятель Свіяжського Богородицького Успенського монастиря.
21 червня 1788 р. переведений в Воскресенський Ново-Єрусалимський монастир.
31 березня 1792 р. переведений в Московський Донський монастир.
30 травня того ж року призначений другим членом Московської Синодальної контори.
26 лютого 1794 р. хіротонізований на єпископа Тамбовського і Пензенського.
11 березня того ж року призначений єпископом Астраханським і Ставропольським.
1 квітня 1796 р. возведений у сан архієпископа.
З 16 жовтня 1799 р. став іменуватися Астраханським і Моздокським.
З 4 грудня 1803 р. став називатися Астраханським і Кавказьким.

### Повернення в Україну
18 серпня 1805 р. призначений архієпископом Катеринославським, Херсонським і Таврійським.
У 1809 році отримав алмазний хрест на клобук.
Помер 20 жовтня 1811 в Катеринославі. Похований в Самарському Пустинно-Миколаївському монастирі в Миколаївській церкві.